# Jordan Smith (músico)
Jordan Mackenzie Smith (4 de noviembre de 1993) es un cantante y músico estadounidense.
En 2015, obtuvo reconocimiento nacional cuando ganó la temporada 9 del concurso de canto The Voice. Durante su tiempo en The Voice, fue el primer artista de la temporada del programa en alcanzar el número uno en ventas de canciones pop en iTunes Store y estableció nuevas marcas de ventas en las listas de Billboard. En 2022, representó a Kentucky en el American Song Contest con la canción "Sparrow", terminando en tercer lugar.

## Primeros años
Jordan Smith nació el 4 de noviembre de 1993, en el condado de Whitley, Kentucky, hijo de Kelley y Geri Smith, ambos músicos. Asistió desde una temprana edad al coro de la iglesia de House Of Mercy en Wallins Creek, Kentucky. Smith se graduó en el Harlan County High School.
En 2012 ganó el "Poke Sallet Idol competition" en el festival anual de Poke Sallet.
Smith asistió a la Universidad en Cleveland, Tennessee, y era un miembro de los cantantes de la universidad.

## Vida personal
El 1 de enero de 2016, Smith anunció su compromiso con su novia, Kristen Denny.

## Discografía

### Álbumes
| Título              | Detalles del álbum                                                                            | Posiciones más altas | Posiciones más altas | Posiciones más altas | Posiciones más altas | Sales        |
| Título              | Detalles del álbum                                                                            | US                   | Top Sales Albums     | US Holiday           | CAN                  | Sales        |
| ------------------- | --------------------------------------------------------------------------------------------- | -------------------- | -------------------- | -------------------- | -------------------- | ------------ |
| Something Beautiful | - Lanzamiento: 18 de marzo de 2016 - Label: Republic Records - Format: CD, descarga digital   | 2                    | 2                    | —                    | 19                   | - US: 73,000 |
| 'Tis the Season     | - Lanzamiento: 28 de octubre de 2016 - Label: Republic Records - Format: CD, descarga digital | 11                   | 9                    | 3                    | 29                   |              |
| Only Love           | - Lanzamiento: 10 de agosto de 2018 - Label: Republic Records - Format: CD, descarga digital  | —                    | 51                   | —                    | —                    |              |

### Sencillos
| Título               | Año  | Posiciones más altas | Posiciones más altas | Ventas       | Álbum               |
| Título               | Año  | US Christ            | US AC                | Ventas       | Álbum               |
| -------------------- | ---- | -------------------- | -------------------- | ------------ | ------------------- |
| "Stand in the Light" | 2016 | 11                   | 25                   | - US: 10,000 | Something Beautiful |
| "Only Love"          | 2018 | —                    | 23                   |              | Only Love           |
| "End in Love"        | 2018 | —                    | —                    |              | Only Love           |

#### Otras canciones
| Título                          | Año  | Posiciones más altas | Posiciones más altas | Álbum               |
| Título                          | Año  | US Christ            | US AC                | Álbum               |
| ------------------------------- | ---- | -------------------- | -------------------- | ------------------- |
| "Amazing Grace"                 | 2016 | 31                   | —                    | Something Beautiful |
| "You're a Mean One, Mr. Grinch" | 2016 | —                    | 17                   | 'Tis the Season     |

### Lanzamientos deThe Voice

#### Álbumes
| Título              | Detalles de álbum                                                                            | Posiciones de gráfico de la cumbre | Posiciones de gráfico de la cumbre | Ventas          |
| Título              | Detalles de álbum                                                                            | EE.UU                              | LATA                               | Ventas          |
| ------------------- | -------------------------------------------------------------------------------------------- | ---------------------------------- | ---------------------------------- | --------------- |
| Something Beautiful | - Lanzamiento: 15 de diciembre de 2015 - Sello: Republic Records - Formato: descarga Digital | 11                                 | 48                                 | EE. UU.: 48,000 |

#### Sencillos
| Título                             | Año  | Posiciones más altas en listas | Posiciones más altas en listas | Ventas de semana del debut |
| Título                             | Año  | EE.UU Hot 100                  | EE. UU. TCS                    | Ventas de semana del debut |
| ---------------------------------- | ---- | ------------------------------ | ------------------------------ | -------------------------- |
| "Halo"                             | 2015 | 88                             | —                              |                            |
| "Great Is Thy Faithfulness"        | 2015 | 30                             | 1                              | - EE. UU.: 138,000         |
| "Halleluyah"                       | 2015 | 61                             | 1                              | - EE. UU.: 68,000          |
| "Somebody to Love"                 | 2015 | 21                             | —                              | - EE. UU.: 164,000         |
| "Mary, Did You Know"               | 2015 | 24                             | 1                              | - EE. UU.: 161,000         |
| "Climb Every Mountain"             | 2015 | 72                             | —                              | - EE. UU.: 67,000          |
| "God Only Knows" (con Adam Levine) | 2015 | 90                             | —                              | - EE. UU.: 50,000          |